# Rosh Piná
Rosh Piná (en hebreo: ראש פינה) es un municipio de la región de Galilea, ubicado en la ladera oriental del Monte Canaán, en el Distrito Norte de Israel. La ciudad con el nombre actual fue fundada en 1882 por 30 familias que emigraron de Rumania, siendo este uno de los asentamientos sionistas más antiguos del Estado de Israel. Fue precedido en el mismo lugar por el asentamiento de Guei Oní, establecido por judíos locales de Safed en 1878, que sin embargo, había sido abandonado casi por completo en 1882. En 2017 tenía una población de 3.061 habitantes.